# Frontera entre Hungría y Rumania
La frontera entre Hungría y Rumania es una frontera internacional de 448 kilómetros que delimita los territorios de Hungría y Rumania.

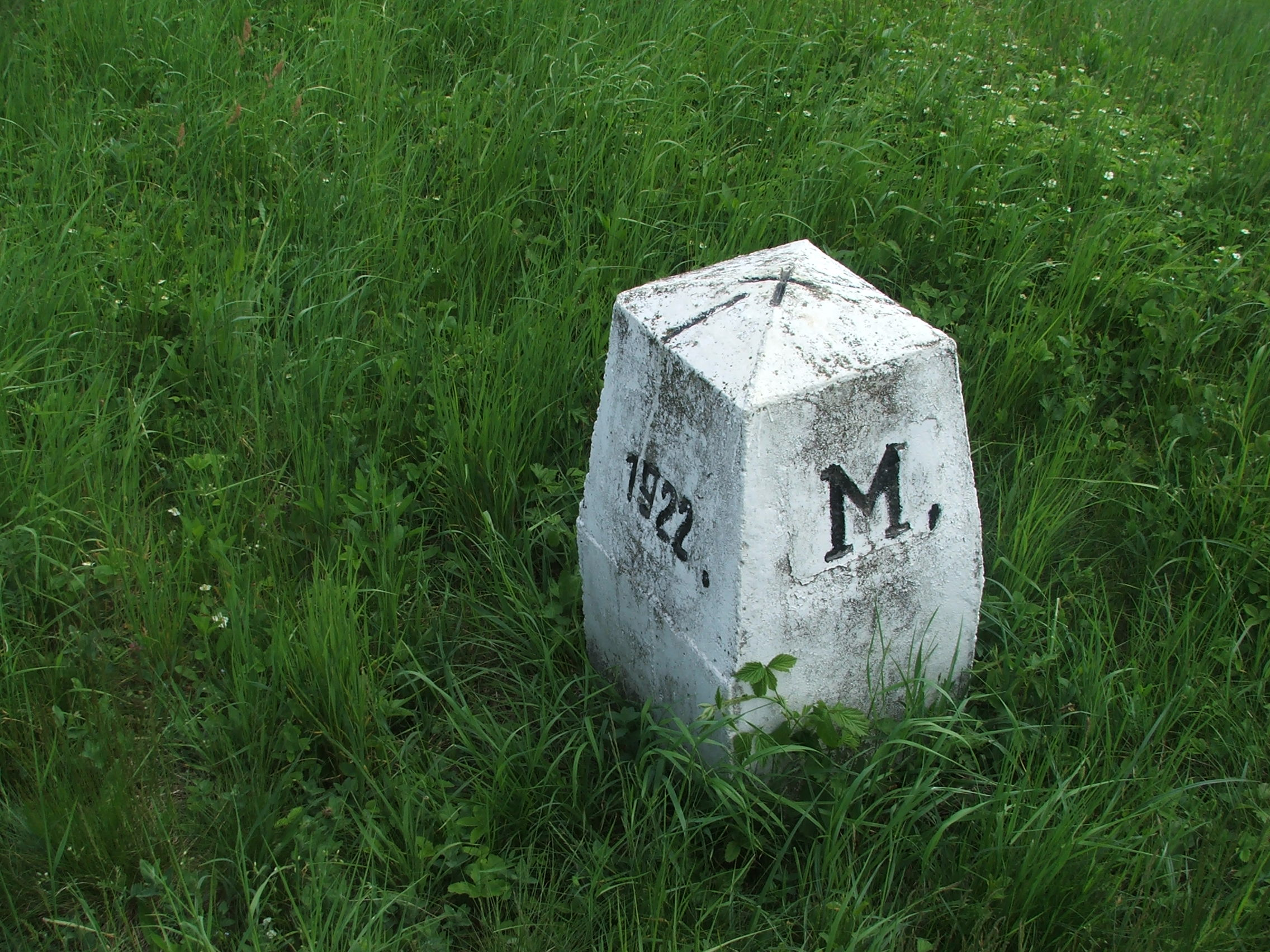
Hito fronterizo entre ambos países.

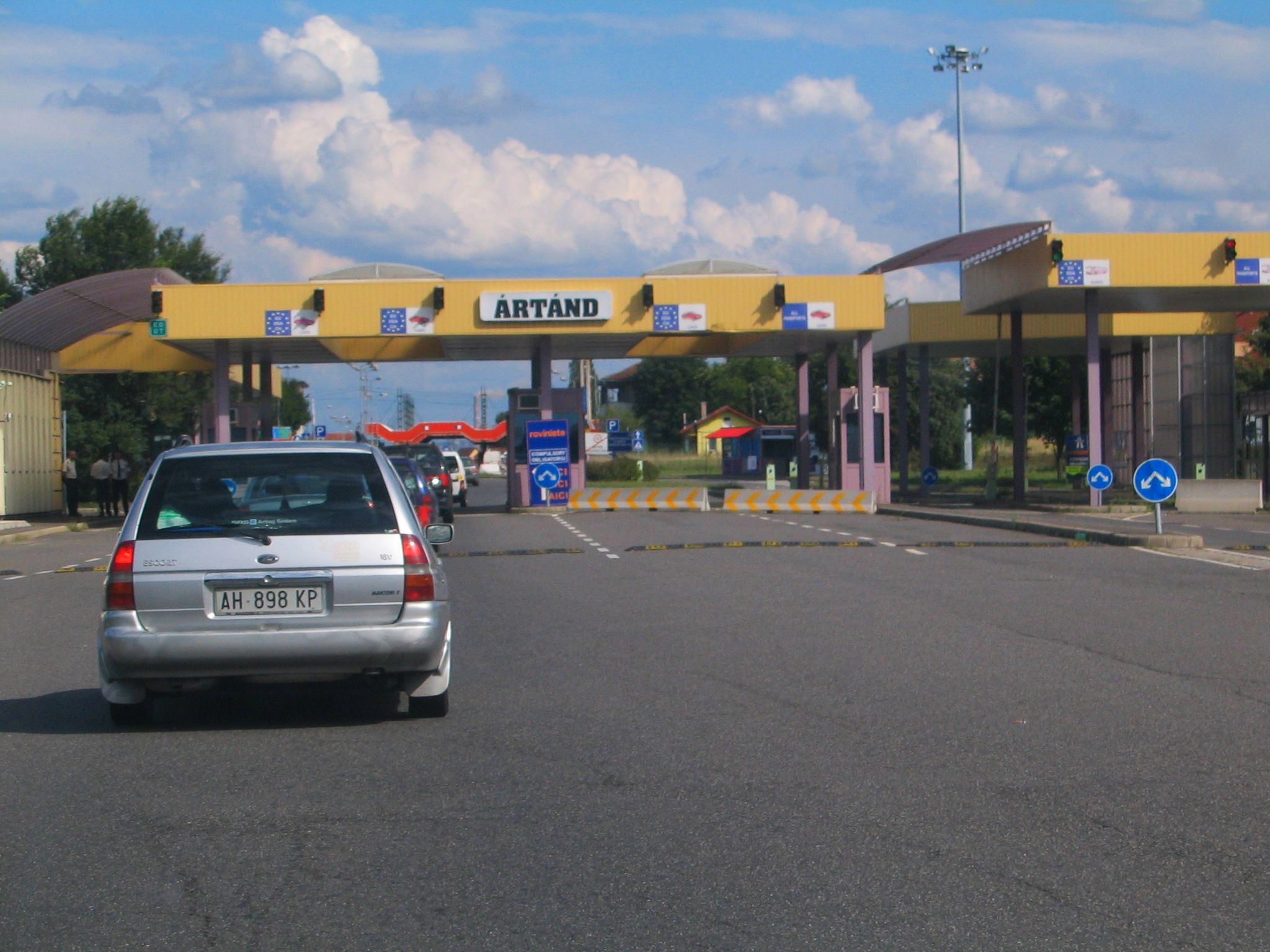
Paso fronterizo Borș–Ártánd.

Trazada a fines de 1918 por una comisión internacional (la comisión Lord) donde los geógrafos Robert Ficheux y Emmanuel de Martonne y los historiadores Robert Seton-Watson y Ernest Denis jugaron un papel importante, comienza en un punto situado en la histórica región de Banato, a 15 km al sureste de la ciudad húngara de Szeged, donde se encuentran las fronteras entre Hungría y Serbia, y entre Rumania y Serbia (46° 07′ N, 20° 16′ E). Corre generalmente de sur a suroeste/norte-noreste a través de la llanura de Panonia (cuenca del Tisza), a otro punto en el río Tur, 16 km al norte de la ciudad rumana de Satu Mare, donde se encuentra con las fronteras entre Hungría y Ucrania, y entre Rumanía y Ucrania.